# Ado (Sängerin)
Ado (* 24. Oktober 2002 in Tokio) ist eine japanische J-Pop-Sängerin.

## Karriere

### Musikalische Anfänge
Die am 24. Oktober 2002 in Tokio geborene Sängerin entwickelte ihr Interesse an Musik im Alter von 12 als die Video-Plattform Niconico auf dem Nintendo 3DS zugänglich wurde und sich Musikvideos von Coversängern ansah, die unter Pseudonymen ihre Coverversionen dort veröffentlichten. Mit 14 Jahren begann sie im Jahr 2017 ihre musikalischen Aktivitäten als Utaite, eine Produzentin von Coverliedern, welche sie auf Niconico veröffentlichte. In einem Interview auf Nippon TV erzählte Ado, dass sie in dieser Zeit einen Schrank mit geräuschschützendem Material ausstattete und in diesem ihre Musik aufnahm.
Im Jahr 2019 arbeitete sie mit dem Vocaloid-Produzenten Kujira als Gastsängerin an dem Lied Kinmokusei, welches im Dezember auf digitaler Ebene veröffentlicht wurde. Im März 2020 erschien das Lied Shikabanēze von Jon-Yakitory, in dem Ado als Sängerin zu hören ist. Im Mai gleichen Jahres steuerte Ado zwei Lieder für die Kompilation PALETTE4 bei, welche über Pony Canyon erschien.

### Debüt als Major-Künstlerin
Neun Tage vor ihrem 18. Geburtstag wurde bekannt, dass Ado ihr Debüt als Major-Künstlerin feiern werde. Es wurde angekündigt, dass die Sängerin einen Plattenvertrag beim japanischen Ableger des Musiklabels Universal Music unterschrieben habe. Einen Tag vor ihrem 18. Geburtstag erschien mit Usseewa (auf Deutsch etwa Halt den Mund!) ihre Major-Debütsingle, die von Vocaloid-Produzent syudou produziert wurde. Innerhalb von sechs Monaten erreichte das Lied 100 Millionen Aufrufe auf YouTube und erreichte den ersten Platz in mehreren japanischen Musikcharts, darunter die von Oricon ermittelten Digital-Singlecharts und die Oricon-Streaming-Charts, Spotifys Viral Top 50 und den japanischen Singlecharts von Billboard Japan.
Es folgten weitere Single-Veröffentlichungen mit verschiedenen Vocaloid-Produzenten. Im Juni des Jahres 2021 wurde Ado als zweite japanische Sängerin für die Kampagne YouTubes aufstrebende Künstler in Japan ausgewählt. Im November desselben Jahres wurde Ado bei den Mnet Asian Music Awards als Beste asiatische Newcomerin in Japan ausgezeichnet.
Im Januar des Jahres 2022 erschien Kyōgen, welches auf Anhieb Platz eins in den japanischen Albumcharts erreichte und innerhalb der ersten Jahreshälfte mehr als 240.000-mal in Japan alleine auf CD verkauft wurde. Ado steuerte die Gesangsstimme des Charakters Uta in der japanischen Originalversion des Kinofilms One Piece Film: Red bei. Das dazugehörige Soundtrack-Album, welche alle Stücke mit Ados Gesang enthält, heißt Uta no Uta: One Piece Film Red und wurde im August 2022 veröffentlicht. Es stieg auf Platz zwei der japanischen Charts ein und erreichte außerdem Notierungen in den französischen und belgischen Albumcharts (Region Wallonien). Das Titellied des Films wurde von Yasutaka Nakata, Teil des Elektroduos Capsule, produziert. Im Oktober 2022 wurde bekannt, dass Ado einen Plattenvertrag mit Geffen Records für den internationalen Vertrieb ihrer Musik unterzeichnet habe. Im gleichen Monat erhielt sie eine Auszeichnung bei den MTV Video Music Awards Japan in der Kategorie Song of the Year für das Stück New Genesis, welches im fünfzehnten Anime-Kinofilm des One-Piece-Franchise – One Piece Film: Red – zu hören ist. Bereits im Vorjahr wurde sie mit einer Auszeichnung bei den MTV VMAJ bedacht.
Im Dezember 2022 und Januar 2023 tourt Ado erstmals durch Japan. Im Rahmen dieser Konzertreise spielt die Sängerin zehn Konzerte in sechs japanischen Städten. Es wurde bekannt gegeben, dass Ado als „Uta“ – einer fiktiven Figur aus dem One-Piece-Franchise – am Gesangswettbewerb Kōhaku Uta Gassen, welcher jährlich am Neujahrsabend stattfindet, auftreten soll und dem roten Team zugeordnet wurde. Allerdings wird die Teilnahme technisch nicht als Ados Debüt bei dem Wettbewerb betrachtet.
Ado singt mit Yukue Shirezu das Titellied für den japanischen Horrorfilm Karada Sagashi, der auf dem gleichnamigen Manga von Katsutoshi Murase und Weizard basiert.

### Coveralbum und erste Welttournee
Im September des Jahres 2023 kündigte Universal Music Japan die Veröffentlichung eines Coveralbums unter dem Titel Ado no Utattemita für den 13. Dezember gleichen Jahres an. Zu dem Zeitpunkt waren sechs von zehn Titeln, die auf dem Album erscheinen, bekannt.
An ihrem 21. Geburtstag im Oktober 2023 wurde ihre erste Welttournee unter der Überschrift Wish angekündigt, die zwischen Februar und April 2024 stattfand. Die Tournee umfasste vierzehn Konzerte in vierzehn Städten auf drei Kontinenten, darunter ein Auftritt in der Mitsubishi Electric Halle in Düsseldorf. Die komplette Tournee war ausverkauft und wurde von insgesamt 70.000 Zuschauern verteilt auf die 14 Konzerte besucht.
Im April 2024 wurde das zweite Studioalbum, Zanmu, für den 10. Juli gleichen Jahres angekündigt. Die limitierte Version des Albums umfasst eine zusätzliche Blu-ray auf der ihr Konzert in Los Angeles, welches im Rahmen ihrer Welttournee ausgetragen wurde, aufgezeichnet ist. Das Album verkaufte sich innerhalb der ersten Verkaufswoche etwas mehr als 100.000 mal und erreichte damit die Chartspitze der heimischen Albumcharts von Oricon.
Am 24. Oktober 2024 erscheint mit Sakurabiyori to Time Machine/Mada Iemasen Ados erste physische Single. Im Lied Sakurabiyori to Time Machine ist Hatsune Miku als Gastsängerin zu hören. Zwischenzeitlich wurde bekannt, dass Ado eine eigene Idol-Gruppe produzieren werde. Diese heißt Phantom Siita und debütierte am 25. Juni 2024 mit der Single Otomodachi. Die Veröffentlichung des Debüt-Minialbums wurde im August 2024 für den 30. Oktober gleichen Jahres angekündigt.

## Ados Identität und Konzertauftritte
Ados Identität ist unbekannt. Sie verwendet in ihren Musikvideos und Werbematerial ausschließlich einen gezeichneten Anime-Avatar. Auch auf ihren Konzerten zeigt sie ihr Gesicht nicht, sondern „versteckt“ ihr Gesicht unter anderem durch Nutzung von Lichteffekten.
Ados Stimmweite liegt laut einer Kritik zum Anime-Kinofilm One Piece Film: Red in der Neuen Zürcher Zeitung irgendwo zwischen Shakira und Gwen Stefani.

## Diskografie

### Alben
| Jahr | Titel Musiklabel                                     | Höchstplatzierung, Gesamtwochen, AuszeichnungChartsChartplatzierungen (Jahr, Titel, Musiklabel, Platzierungen, Wochen, Auszeichnungen, Anmerkungen) | Anmerkungen                                                            |
| Jahr | Titel Musiklabel                                     | JP | Anmerkungen                                                            |
| ---- | ---------------------------------------------------- | --- | ---------------------------------------------------------------------- |
| 2022 | Kyōgen Virgin Music                                  | JP1 Platin · (158 Wo.)JP | Erstveröffentlichung: 26. Januar 2022 Verkäufe: + 250.000              |
| 2022 | Uta no Uta: One Piece Film Red Universal Music Japan | JP2 Platin · (130 Wo.)JP | Erstveröffentlichung: 10. August 2022 Soundtrack Verkäufe: + 250.000   |
| 2023 | Ado no Utattemita Universal Music, Virgin Music      | JP2 Gold · (60 Wo.)JP | Erstveröffentlichung: 13. Dezember 2023 Verkäufe: + 100.000 Coveralbum |
| 2024 | Zanmu Virgin Music                                   | JP1 Gold · (30 Wo.)JP | Erstveröffentlichung: 10. Juli 2024 Verkäufe: + 100.000                |

### Kompilationen
| Jahr | Titel Musiklabel               | Höchstplatzierung, Gesamtwochen, AuszeichnungChartsChartplatzierungen (Jahr, Titel, Musiklabel, Platzierungen, Wochen, Auszeichnungen, Anmerkungen) | Anmerkungen                         |
| Jahr | Titel Musiklabel               | JP | Anmerkungen                         |
| ---- | ------------------------------ | --- | ----------------------------------- |
| 2025 | Ado’s Best Adobum Virgin Music | JP1 Gold · (… Wo.)JP | Erstveröffentlichung: 9. April 2025 |

### Singles
| Jahr | Titel Album                                                                               | Höchstplatzierung, Gesamtwochen, AuszeichnungChartsChartplatzierungen (Jahr, Titel, Album, Platzierungen, Wochen, Auszeichnungen, Anmerkungen) | Anmerkungen                                                 | [↑]: gemeinsam behandelt mit vorhergehendem Eintrag; [←]: in beiden Charts platziert |
| Jahr | Titel Album                                                                               | JP | Anmerkungen                                                 |                                                                                      |
| ---- | ----------------------------------------------------------------------------------------- | --- | ----------------------------------------------------------- | ------------------------------------------------------------------------------------ |
| 2020 | Usseewa (うっせぇわ) Kyōgen                                                               | JP— ×3Platin (Digital) + Dreifachplatin (Streaming)JP                                                                                          | Erstveröffentlichung: 23. Oktober 2020 Verkäufe: + 250.000  |                                                                                      |
| 2020 | Readymade (レディメイド) Kyōgen                                                           | JP— Platin (Streaming)JP | Erstveröffentlichung: 24. Dezember 2020                     |                                                                                      |
| 2021 | Gira Gira (ギラギラ) Kyōgen                                                               | JP— ×2Gold (Digital) + Doppelplatin (Streaming)JP                                                                                              | Erstveröffentlichung: 14. Februar 2021 Verkäufe: + 100.000  |                                                                                      |
| 2021 | Odo (踊) Kyōgen                                                                           | JP— ×3Gold (Digital) + Dreifachplatin (Streaming)JP                                                                                            | Erstveröffentlichung: 27. April 2021 Verkäufe: + 100.000    |                                                                                      |
| 2021 | Yoru no Pierrot (夜のピエロ) Kyōgen                                                       | JP— Gold (Streaming)JP | Erstveröffentlichung: 14. Juni 2021                         |                                                                                      |
| 2021 | Aitakute (会いたくて) Kyōgen                                                              | JP— Gold (Streaming)JP | Erstveröffentlichung: 2021                                  |                                                                                      |
| 2021 | Ashura-chan (阿修羅ちゃん) Kyōgen                                                         | JP— Gold (Digital) + Platin (Streaming)JP | Erstveröffentlichung: 28. Oktober 2021 Verkäufe: + 100.000  |                                                                                      |
| 2022 | Kokoro to iu Na no Fukakai (心という名の不可解) Kyōgen                                    | JP— Platin (Streaming)JP | Erstveröffentlichung: 17. Januar 2022 Promo-Single          |                                                                                      |
| 2022 | New Genesis (新時代; Shin Jidai) Uta no Uta: One Piece Film Red                           | JP— ×3Platin (Digital) + Dreifachplatin (Streaming)JP                                                                                          | Erstveröffentlichung: 8. Juni 2022 Verkäufe: + 250.000      |                                                                                      |
| 2022 | I’m Invincible (私は最強; Watashi wa Saikyou) Uta no Uta: One Piece Film Red              | JP— ×3Gold (Digital) + Dreifachplatin (Streaming)JP                                                                                            | Erstveröffentlichung: 22. Juni 2022 Verkäufe: + 100.000     |                                                                                      |
| 2022 | Backlight (逆光; Gyakkou) Uta no Uta: One Piece Film Red                                  | JP— ×2Doppelplatin (Streaming)JP | Erstveröffentlichung: 6. Juli 2022                          |                                                                                      |
| 2022 | Fleeting Lullaby (ウタカタララバイ; Utakata Lullaby) Uta no Uta: One Piece Film Red       | JP— ×2Doppelplatin (Streaming)JP | Erstveröffentlichung: 6. August 2022 Promo-Single           |                                                                                      |
| 2022 | Rebellion (リベリオン) Karada Sagashi/Zanmu                                               | JP— Gold (Streaming)JP | Erstveröffentlichung: 2022                                  |                                                                                      |
| 2022 | Missing (行方知れず) Zanmu                                                                | — | Erstveröffentlichung: 2022                                  |                                                                                      |
| 2022 | Where the Wind Blows (風のゆくえ; Kaze no Yukue) Uta no Uta: One Piece Film Red           | JP— Platin (Streaming)JP | Erstveröffentlichung: 10. August 2022                       |                                                                                      |
| 2022 | Tot Musica Uta no Uta: One Piece Film Red                                                 | JP— Platin (Streaming)JP | Erstveröffentlichung: 10. August 2022                       |                                                                                      |
| 2022 | The World’s Continuation (世界のつづき; Sekai no Tsudzuki) Uta no Uta: One Piece Film Red | JP— Gold (Streaming)JP | Erstveröffentlichung: 10. August 2022 Promo-Single          |                                                                                      |
| 2023 | I’m a Controversy (アタシは問題作; Atashi wa Mon Dai Saku) Zanmu                          | — | Erstveröffentlichung: 2023                                  |                                                                                      |
| 2023 | Ibara (いばら) Zanmu                                                                      | — | Erstveröffentlichung: 2023                                  |                                                                                      |
| 2023 | Himawari (向日葵) Zanmu                                                                   | JP— Platin (Streaming)JP | Erstveröffentlichung: 2023                                  |                                                                                      |
| 2023 | Show (唱) Zanmu                                                                           | JP— ×3Gold (Digital) + Dreifachplatin (Streaming)JP                                                                                            | Erstveröffentlichung: 6. September 2023 Verkäufe: + 100.000 |                                                                                      |
| 2023 | Dignity Zanmu                                                                             | — | Erstveröffentlichung: 2023                                  |                                                                                      |
| 2023 | Kura Kura (クラクラ) Zanmu                                                                | JP— Gold (Streaming)JP | Erstveröffentlichung: 2023                                  |                                                                                      |
| 2023 | All Night Radio (オールナイトレディオ) Zanmu                                              | — | Erstveröffentlichung: 2023                                  |                                                                                      |
| 2023 | Unravel Ado’s Utattemita Album                                                            | — | Erstveröffentlichung: 2023                                  |                                                                                      |
| 2023 | Dawn and Fireflies (夜明けと蛍) Ado’s Utattemita Album                                    | — | Erstveröffentlichung: 2023                                  |                                                                                      |
| 2024 | Chocolat Cadabra Zanmu                                                                    | — | Erstveröffentlichung: 31. Januar 2024                       |                                                                                      |
| 2024 | Value Zanmu                                                                               | — | Erstveröffentlichung: 23. Februar 2024                      |                                                                                      |
| 2024 | Mirror Zanmu                                                                              | — | Erstveröffentlichung: 31. Mai 2024                          |                                                                                      |
| 2024 | Rule Zanmu                                                                                | — | Erstveröffentlichung: 5. Juli 2024                          |                                                                                      |
| 2024 | Shoka Ado’s Best Adobum                                                                   | — | Erstveröffentlichung: 14. Oktober 2024                      |                                                                                      |
| 2024 | Sakurabiyori to Time Machine Ado’s Best Adobum                                            | JP3 (15 Wo.)JP | Erstveröffentlichung: 24. Oktober 2024 mit Hatsune Miku     |                                                                                      |
| 2024 | Mada Iemasen –[JP: ↑]                                                                     | JP3 (15 Wo.)JP | Erstveröffentlichung: 24. Oktober 2024                      |                                                                                      |
| 2024 | Episode X Ado’s Best Adobum                                                               | — | Erstveröffentlichung: 6. Dezember 2024                      |                                                                                      |
| 2025 | Elf Ado’s Best Adobum                                                                     | — | Erstveröffentlichung: 24. Januar 2025                       |                                                                                      |
| 2025 | Bouquet for Me Ado’s Best Adobum                                                          | — | Erstveröffentlichung: 9. März 2025                          |                                                                                      |

### Videoalben
| Jahr | Titel Musiklabel  | Höchstplatzierung, Gesamtwochen, AuszeichnungChartsChartplatzierungen (Jahr, Titel, Musiklabel, Platzierungen, Wochen, Auszeichnungen, Anmerkungen) | Anmerkungen                          |
| Jahr | Titel Musiklabel  | JP | Anmerkungen                          |
| ---- | ----------------- | --- | ------------------------------------ |
| 2024 | Mars Virgin Music | JP1 (37 Wo.)JP | Erstveröffentlichung: 10. April 2024 |

### Auszeichnungen für Musikverkäufe
Anmerkung: Auszeichnungen in Ländern aus den Charttabellen bzw. Chartboxen sind in ebendiesen zu finden.
| Land/RegionAuszeichnungen für Musikverkäufe (Land/Region, Auszeichnungen, Verkäufe, Quellen) | Gold       | Platin       | Verkäufe  | Quellen            |
| -------------------------------------------------------------------------------------------- | ---------- | ------------ | --------- | ------------------ |
| Japan (RIAJ)                                                                                 | 13× Gold13 | 31× Platin31 | 2.000.000 | riaj.or.jp JP2 JP3 |
| Insgesamt                                                                                    | 13× Gold13 | 31× Platin31 |           |                    |

### Filmografie
- 2022: One Piece Film: Red als Uta (Gesangsstimme)[31]

## Auszeichnungen und Nominierungen
| Jahr | Auszeichnung                 | Kategorie                    | für         | Resultat   | Quellen |
| ---- | ---------------------------- | ---------------------------- | ----------- | ---------- | ------- |
| 2021 | Mnet Asian Music Awards      | Best New Asian Artist Japan  | Ado         | Gewonnen   | [ 8 ]   |
| 2021 | Japan Record Award           | Special Prize                | Ado         | Gewonnen   | [ 32 ]  |
| 2021 | MTV Video Music Awards Japan | MTV Breakthrough Song        | Usseewa     | Gewonnen   | [ 13 ]  |
| 2022 | MTV Video Music Awards Japan | Song of the Year             | New Genesis | Gewonnen   | [ 12 ]  |
| 2022 | Billboard Japan Music Awards | Künstler des Jahres          | Ado         | Gewonnen   | [ 33 ]  |
| 2022 | Japan Record Awards          | Special Prize                | Ado         | Gewonnen   | [ 34 ]  |
| 2022 | Japan Record Awards          | Excellent Work Award         | New Genesis | Gewonnen   | [ 34 ]  |
| 2023 | Crunchyroll Anime Awards     | Bester Animesong             | New Genesis | Nominiert  | [ 35 ]  |
| 2023 | Japan Record Awards          | Excellent Work Award         | Show        | Gewonnen   | [ 36 ]  |
| 2025 | Music Awards Japan           | Best Japanese Dance Pop Song | Show        | Ausstehend | [ 37 ]  |
| 2025 | Music Awards Japan           | Best Anime Song              | Show        | Ausstehend | [ 37 ]  |